# Noroc în dragoste
Noroc în dragoste (2001) (denumire originală Serendipity) este un film romantic-comedie fantastică, cu John Cusack și Kate Beckinsale. Scenariul este scris de Marc Klein, filmul este regizat de Peter Chelsom. Coloana sonoră a filmului este compusă de Alan Silvestri.

## Prezentare
În timpul sezonului de cumpărături pentru Crăciun din New York, Jonathan Trager (John Cusack) se întâlnește cu Sara Thomas (Kate Beckinsale) și amândoi încearcă să cumpere aceeași pereche de mănuși negre de la Bloomingdale's. Cei doi imediat simt o atracție irezistibilă unul față de celălalt, deși fiecare este implicat într-o altă relație sentimentală. Ei sfârșesc prin a mânca împreună o înghețată la restaurantul Serendipity 3 și curând își spun la revedere. Totuși, amândoi își dau seama că au uitat ceva la restaurant și se întorc pentru a se căuta unul pe celălalt. Cei doi hotărăsc să se lase în voia sorții pentru a verifica dacă iubirea dintre ei este adevărată. Sara îl pune pe Jonathan să scrie numele și telefonul lui pe o bancnotă de 5 dolari pe care o dă pe înghețată fără a se uita ce scrie pe ea. Sara își scrie numele și numărul ei de telefon pe o copie a romanului Love in the Time of Cholera de Gabriel García Márquez. Cei doi se despart fără a ști cum se numește celălalt și ce telefon are și astfel se lasă în voia sorții.

## Distribuția

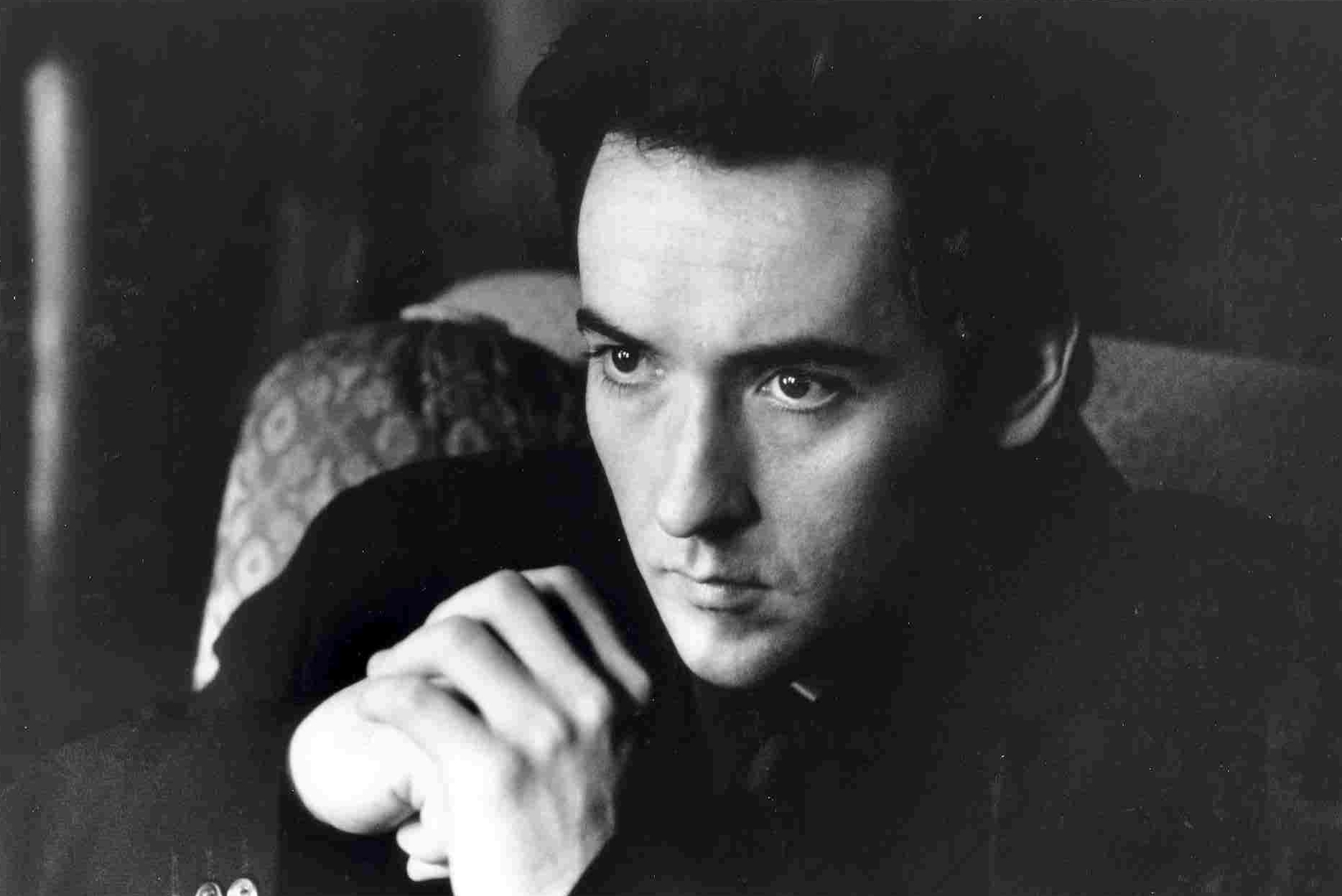
John Cusack
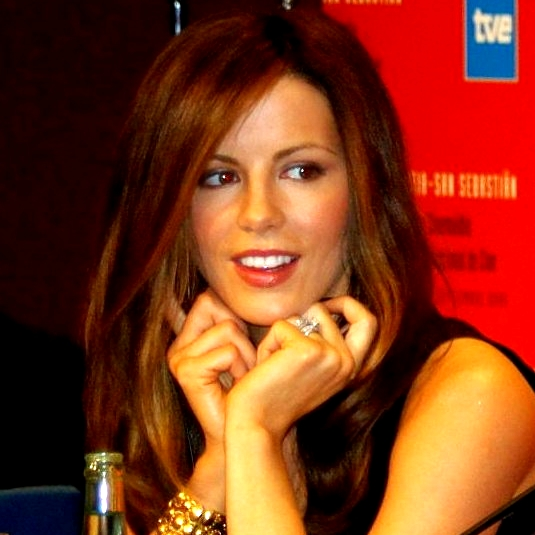
Kate Beckinsale

- Molly Shannon este Eve
- Bridget Moynahan este Halley Buchanan
- Jeremy Piven este Dean Kansky
- John Corbett este Lars Hammond
- Eugene Levy este vânzătorul de la Bloomingdale's